# List do (album)
List do – pierwszy album polskiego, bydgoskiego zespołu muzycznego Hołd. Nagrano go w lipcu 2007 w MG Studio. Pomysł nagrania płyty wiązał się z wyruszeniem na letnią trasę koncertową. Wraz z nagraniem krążka, zespół zmienił nazwę z Projekt MM na Hołd.
Większość tekstów wzięta jest z Pisma Świętego. Na płycie znajduje się też cover zespołu 2Tm2,3 "Shalom"

## Lista utworów
1. "Z dawna Polski"
2. "Spoczynek w Bogu"
3. "Bóg z nami"
4. "Exodus"
5. "Modlitwa grzesznika"
6. "Projekt MM"
7. "Obmyjcie się"
8. "Niechaj zstąpi Duch Twój"
9. "Shalom"
10. "Jak św. Wincenty"

## Autorzy
- Judyta Wenda – śpiew
- Urszula Wiśniewska – skrzypce, śpiew
- Jacek Owczarz – gitara solowa
- Jakub Słupski – gitara prowadząca, śpiew
- Patryk Falgowski – gitara basowa
- Patryk Miziuła – perkusja